# Долинское (Алтайский край)
Долинское — село в Чарышском районе Алтайского края. До 4 марта 2022 года входило в состав сельского поселения Тулатинский сельсовет.

## География
Расположено на реке Тулата, в 8 км к севере от центра сельского поселения села Тулата.

## Население
| 1997 | 1998 | 1999 | 2000 | 2001 | 2002 |
| ---- | ---- | ---- | ---- | ---- | ---- |
| 222  | ↘217 | ↗219 | ↘213 | →213 | ↗220 |
| 2003 | 2004 | 2005 | 2006 | 2007 | 2008 |
| →220 | ↗223 | ↘196 | ↘181 | ↗205 | ↘204 |
| 2009 | 2010 | 2011 | 2012 | 2013 |      |
| ↘183 | ↘150 | ↘149 | ↘136 | ↘130 |      |

Национальный состав
Согласно результатам переписи 2002 года, в национальной структуре населения русские составляли 96 %.